# Педрозу (Вила-Нова-де-Гайа)
Педрозу (порт. Pedroso) — населённый пункт и район в Португалии, входит в округ Порту. Является составной частью муниципалитета Вила-Нова-де-Гайа. Находится в составе крупной городской агломерации Большой Порту. По старому административному делению входил в провинцию Дору-Литорал. Входит в экономико-статистический субрегион Большой Порту, который входит в Северный регион. Население составляет 18 449 человек на 2001 год. Занимает площадь 19,65 км².
Покровителем района считается Бенту-де-Нурсия (порт. Bento de Núrsia).

## История
Район основан в 1989 году